# 圖-4轟炸機
圖波列夫 圖-4轰炸机（俄语：Туполев Тy-4，羅馬化：Tupolev Tu-4；北约代号：公牛）是蘇聯以繳獲的B-29轟炸機基础逆向工程並改造之的战略轰炸机。图-4是苏联和中国二战后的第一种战略轰炸机，1951年10月18日苏联用它空投了其第一颗原子弹。除了轰炸机也被改装为加油机和預警機使用。

## 研发历程
1941年纳粹德国入侵苏联的“巴巴罗萨行动”前，苏联便已开始筹备新机型的研发，但忽如其来的战争打破了这一进程，战争开始后的一年，苏联大部分的空军兵力均被摧毁。苏联手上勉強稱為戰略轟炸機的機型只有極為少數的Pe-8轟炸機，但性能老舊落後；蘇聯為了彌補這項缺憾，圖波列夫的學生領導的設計局（OKB-482、DVB-202）在1943年起即開始研發四發動機轟炸機，但技術本質上均為Pe-8轟炸機的改良，未有明確成果。
苏联第一次获得关于B-29的公开信息是在1942年美国王牌飞行员埃迪·里肯巴克造访莫斯科后。蘇聯也向美國要求希望依租借法案取得B-29轟炸機，但美國拒絕了這個提議。1943年后，苏联空军已经取得对德军的优势，但在战略轰炸上缺少可用机型，只有32架老旧且不可靠的佩-8轰炸机。在战争的最后一年，苏联再次将战略航空兵提上议程。

### 远东迫降
1944年7月29日，一架編號42-6256的B-29-5-BW在轟炸滿州國工業設施后，返航途中，飞机遇到了电气系统问题，机载无线电设备能收报却不能发报，霍华德•贾雷尔（Howard R. Jarrell）上尉率其机组成员飞往符拉迪沃斯托克进行紧急降落；该机是部署在中国成都的第20航空队的早期生产型“超级堡垒”当中的一架，机头处绘有“Ramp Tramp”（不刮胡子的流浪汉）的图样。
1944年8月20日，一架編號42-9329的B-29A−1-BN因機體著火（早期B-29因引擎散熱設計不良經常肇生的事故）沿著黑龍江飛行後在伯力附近墜毀，機組員全部成功跳傘逃生；1944年11月，一架編號42-6365的B-29-15-BW因燃料不足迫降蘇聯、另外有一架編號42-6358的B-29-15-BW被日軍戰機追擊迫降。過去曾傳言蘇聯有手上有第5架B-29，後續消息顯示這架B-29是墜毀在韓國境內，但蘇聯並沒有成功取得相關細節。
4架流落蘇聯的B-29機組員，斯大林雖然同意機組人員歸國，但依據日蘇中立條約（苏联当时并未对日宣战），將機體以涉及讓日本被攻擊嫌疑為由扣留，美國雖然多次提出申索均遭蘇聯回絕。另一方面二戰仍在各地進行，美方也事实默许了時為盟軍的苏联扣押B-29的行为，并将此事保密，没有積極采取一致的外交努力让苏联人交回飞机。
這時候斯大林已經有計畫試圖引入這些飛機的新技術製造出4發動機戰略轟炸機，相關計畫在1945年5月25日起醞釀。以往美方在1943年曾提議提供蘇聯轟炸機100架，希望透過蘇聯所在的機場，加快對抗軸心國集團，但蘇聯為了與日本交好免於捲入亞洲戰場，沒有同意讓盟友駐軍遠東打日本，在1945年5月28日，斯大林反而再度向美國提出請美方贈給120架B-29給紅軍飛行員操作，作為太平洋方面臨近攻擊日軍使用，但此次要求就遭已經佔領太平洋島嶼機場的美方一口回絕。因故，新上任的苏联航空工业部部长米哈伊尔·赫鲁尼切夫建議把手中的飛機拆了，以逆向工程方式製造出B-29，同時斯大林也徵詢蘇聯國內大型飛機研製翹楚安德烈·圖波列夫意見，在圖波列夫同意下，由他負責開啟了蘇聯複製B-29工程計畫，斯大林並要求他盡快完成。
图波列夫最初并不认可完全逆向仿制B-29，他更希望将西方的最新技术融合到一架新式飞机上，但斯大林要求，新型轰炸机应是B-29的完全复制。
在戰後苏联手上有3架B-29、1組B-29殘骸，分別屬不同批次型號，蘇聯將1架解體測繪零件、1架留用飛行訓練、1架作為測繪對照機。成立了以联共（布）中央政治局常委马林科夫为首的国家委员会，全权负责研制图-4轰炸机，其重要性与权力与贝利亚为首研发原子弹的国家委员会并列，都是冷战初期苏联谋求最低战略威慑手段的必须极速完成的国家任务。逆向工程負責單位超過900間不同工廠及研究院，飛機零件測繪在1946年完成，共繪製出100500張各式圖紙，逆向工程進入1947年時，苏联已經完成20組機體散件待驗收組裝。苏联在過程中面臨最大的挑戰是零件度量衡問題，美國長期以來是以英制度量衡為基準，但蘇聯生產機具是依循公制度量衡設計，即使是制度相應，但實際上零件的厚度仍然會些許不同，在高精密度的飛機上積少成多時，不免會影響飛機整體重量甚至平衡。但是在苏联工程師的努力下，Tu-4的全重量只比起B-29略增1%（340公斤）。

## 性能

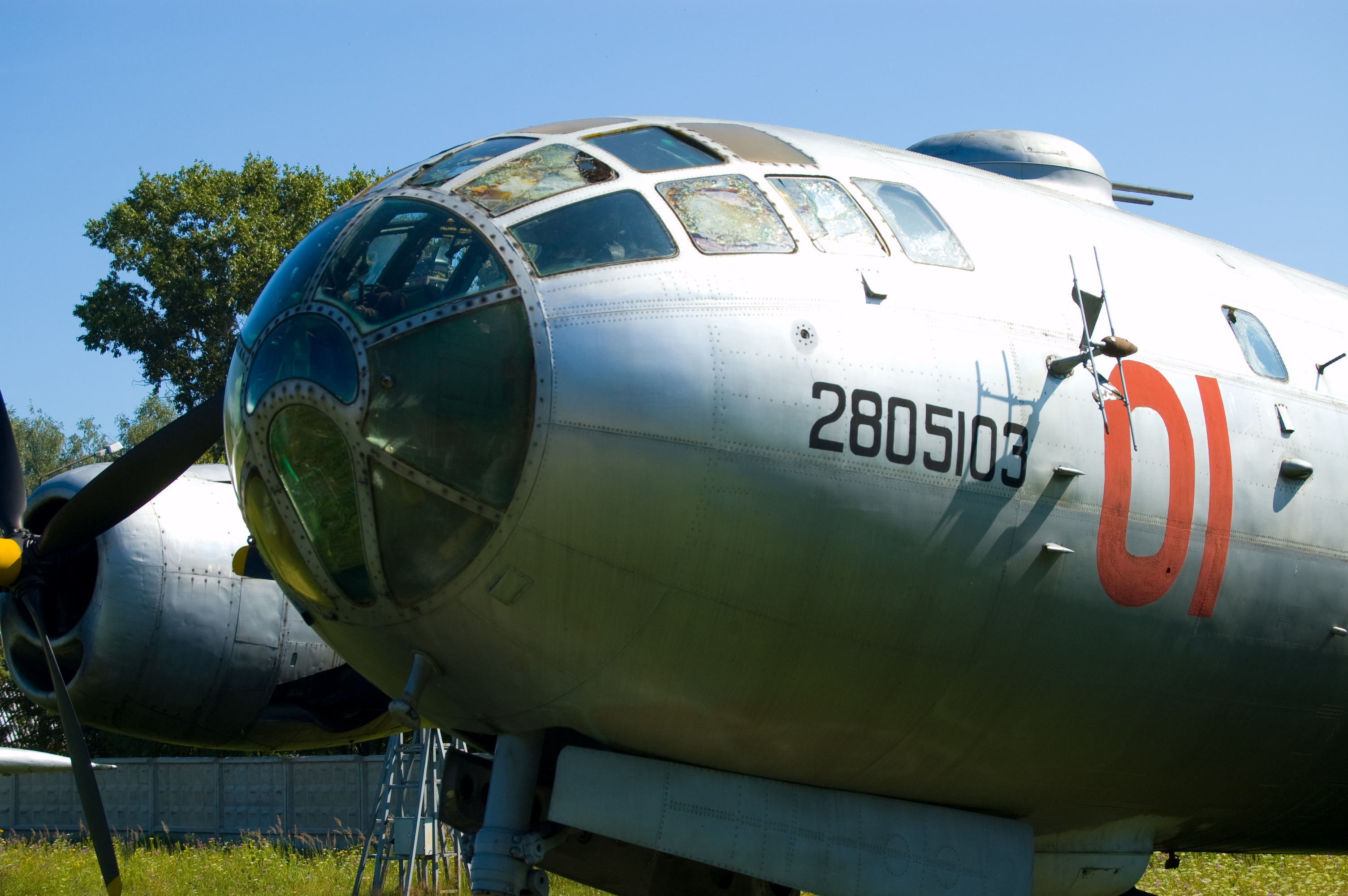
圖-4轟炸機的機頭

二战后期世界各航空大国正处于从螺旋桨内燃发动机到喷气式发动机的动力革命时期，航空技术进步突飞猛进。因此苏联仿制图-4轰炸机时，在各方面性能比原型的B-29轰炸机有所提高。图-4轰炸机单台发动机功率从2000马力增加到2400马力，并装有涡轮增压器，使得飞机最大升限由B-29的9,725公尺提高到12,000公尺，并且分流部分增压的空气供给增压舱使用，可以有效地改善飞行人员的高空工作条件，并减少自带氧气的消耗。图-4的载油量巨大，装有大容量的机内固定油箱，而且必要时可以在前机身炸弹舱里加装3个容量各为2400公升的副油箱，可以保证正常续航时间18个小时以上，恶劣天气油料消耗增加时也能连续飞行10个小时。
机上飞行设备配有当时比较先进的航行雷达和天文罗盘，PB-10无线电高度表，机上配备了三名领航员：航行领航员、轰炸领航员和雷达领航员。机上有宽幅航空相机和摄影机，既可以对轰炸战果拍照，又可以执行航空侦察任务。轰炸瞄准具在当时也很先进，有陀螺仪保持水平，可自动瞄准跟踪轰炸目标，和自动驾驶仪并联，进入轰炸航路后由轰炸领航员直接操纵飞机轰炸。通信设备有超短波话台、短波话台。
图-4轰炸机有5个炮塔，装10门23毫米机炮，比B-29的12挺12.7毫米机枪和一门20毫米机关炮火力更强。5个炮塔中的3个炮塔可以对地射击，可以由3个人分别射击，也可以由一个人遥控操纵3个炮塔同时对地面一个目标射击。射击瞄准具可以自动修正误差。

## 服役歷史
圖-4的生產於1952年在蘇聯結束，共製造了847架，其中部分於1950年代後期轉交給中國。許多實驗型號被開發，這些經驗促進了蘇聯戰略轟炸機計劃的發展。圖-4於1960年代從蘇聯空軍退役，被更先進的機型取代，包括自1954年開始服役的圖波列夫Tu-16噴射轟炸機和自1956年開始服役的圖波列夫Tu-95渦輪螺旋槳轟炸機。到1960年代初期，蘇聯僅剩下少數圖-4用於運輸或空中實驗室用途。一架圖-4A成為首架投放核武器的蘇聯飛機，投放了RDS-3核彈。

## 延伸型

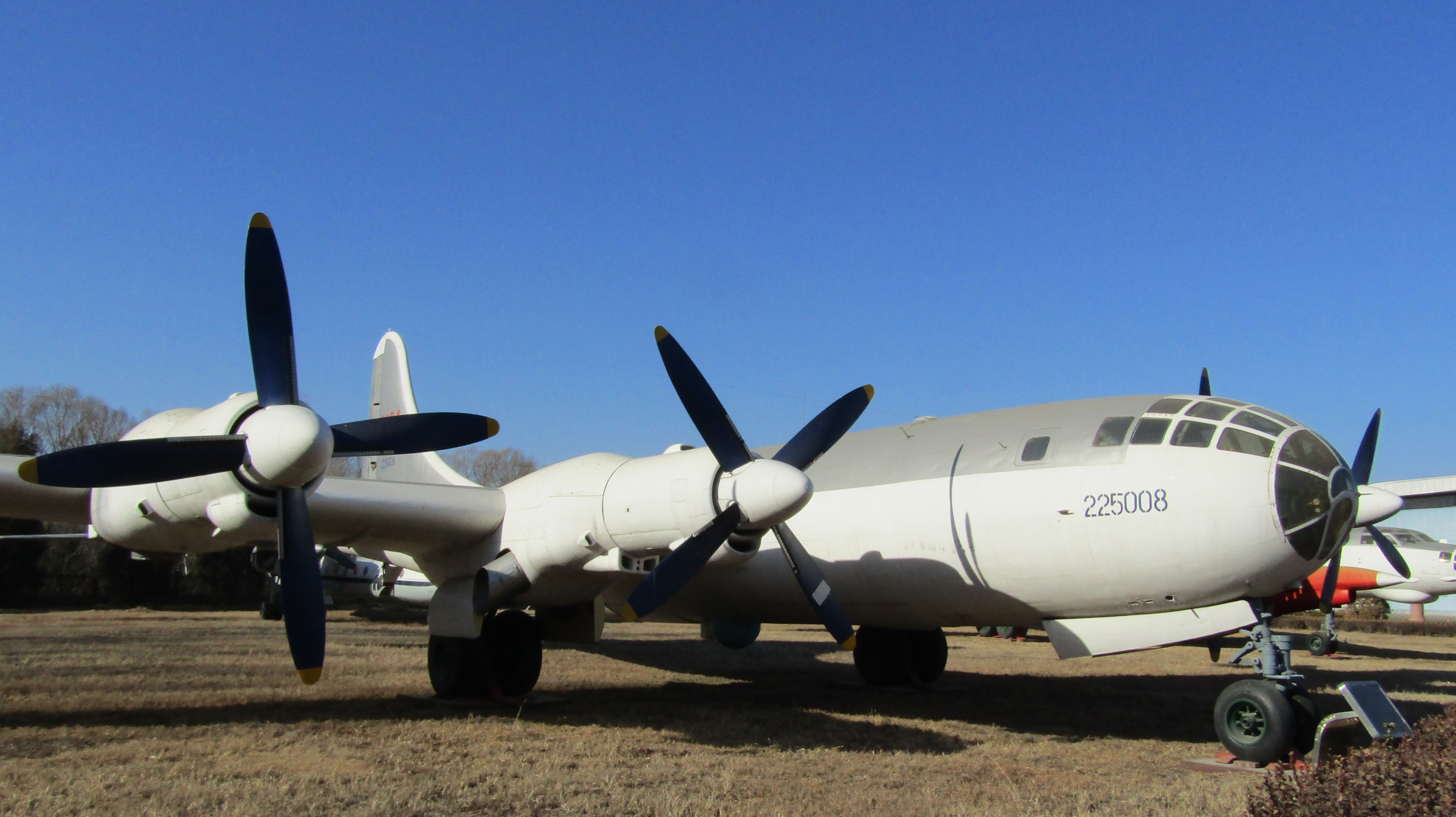
中國航空博物館內的圖-4

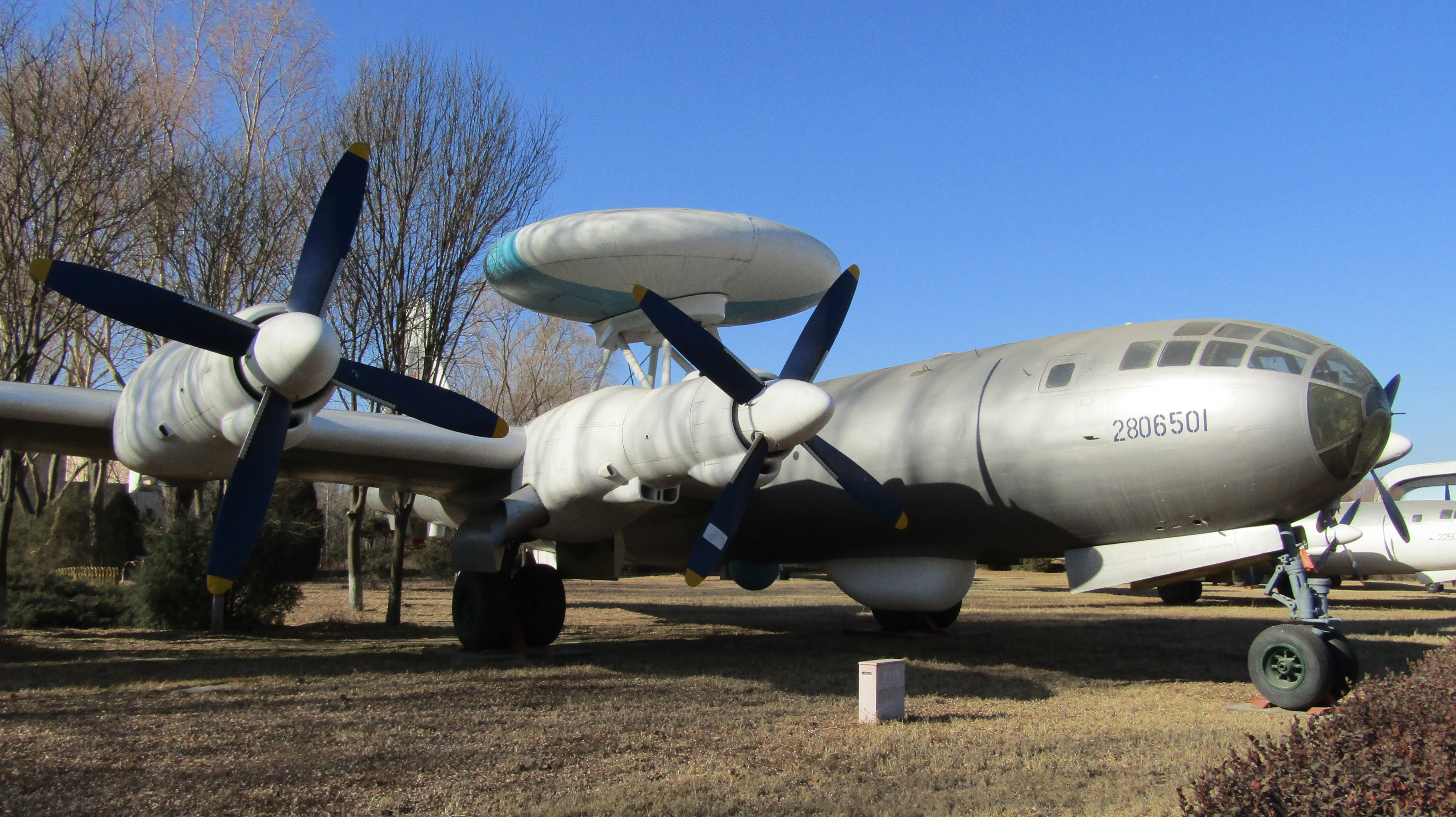
中國航空博物館內的KJ-1

Tu-4：主要生產型，最初命名為B-4
Tu-4 無特別命名的衍生型:
Tu-4 ELINT和ECM
Tu-4 母機搭載DFS 346A。（註：其他DFS346原型機則由戰時扣留的波音B-29搭載）。
Tu-4 護航戰機母機（Burlaki 計畫）
Tu-4 遙控靶機，由退役的轟炸機改裝而成。
Tu-4 燃料運輸機
Tu-4 空中加油測試機（測試了四種不同的系統）
Tu-4 輻射偵察機
Tu-4 通訊中繼機
Tu-4A：具備核武投擲能力的轟炸機，用於測試蘇聯的RDS-1、RDS-3和RDS-5核彈。標準版Tu-4無法搭載這些武器。
Tu-4D：運輸機型（改裝300架）， 亦稱Tu-76。
Tu-4K/KS：反艦機型，機翼引擎之間掛載KS-1 Komet飛彈。
Tu-4LL：發動機測試機，測試米庫林AM-3噴射發動機、伊夫琴科AI-20、庫茲涅佐夫NK-4與庫茲涅佐夫2TV-2F渦輪螺旋槳發動機、多布里寧VD-3K星形發動機與AV-28對轉螺旋槳。
Tu-4NM：無人機發射機，機翼下掛載拉沃契金La-17 無人機。
Tu-4R：遠程偵察機。
Tu-4T：空降部隊運輸機（僅一架）。
Tu-4TRZhK：液態氧運輸機。
Tu-4UShS：導航訓練機。
ShR-1：測試米亞西舍夫M-4自行車式起落架的試驗機。
UR-1/-2：測試米亞西舍夫M-4操控系統的試驗機。
Tu-4 預警機：中國研發的原型機，搭載KJ-1 AEWC 空中預警與控制雷達，並換裝伊夫琴科AI-20K 渦輪螺旋槳發動機。 其中兩架改裝為監測美國太平洋核試驗的機型。
Tu-70：客機型，未進入量產。
Tu-75：貨運機型，未進入量產。
Tu-79：換裝M-49TK發動機的Tu-4。
Tu-80：遠程轟炸機研發型，未進入量產。
Tu-85：遠程轟炸機研發型，未進入量產。
Tu-94：換裝庫茲涅佐夫TV-2渦輪螺旋槳發動機的Tu-4。

## 使用國家

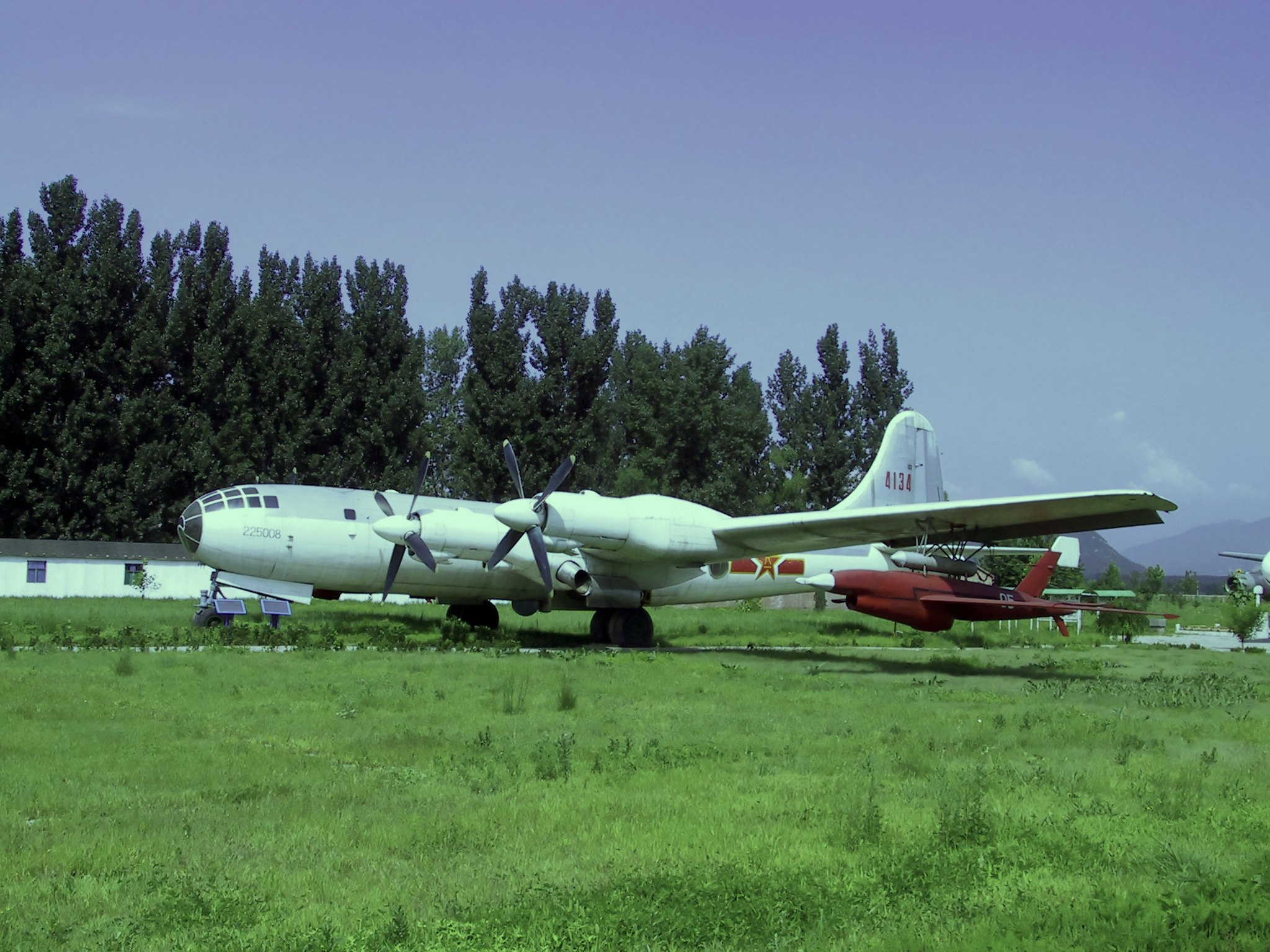
中國解放軍的圖-4轟炸機

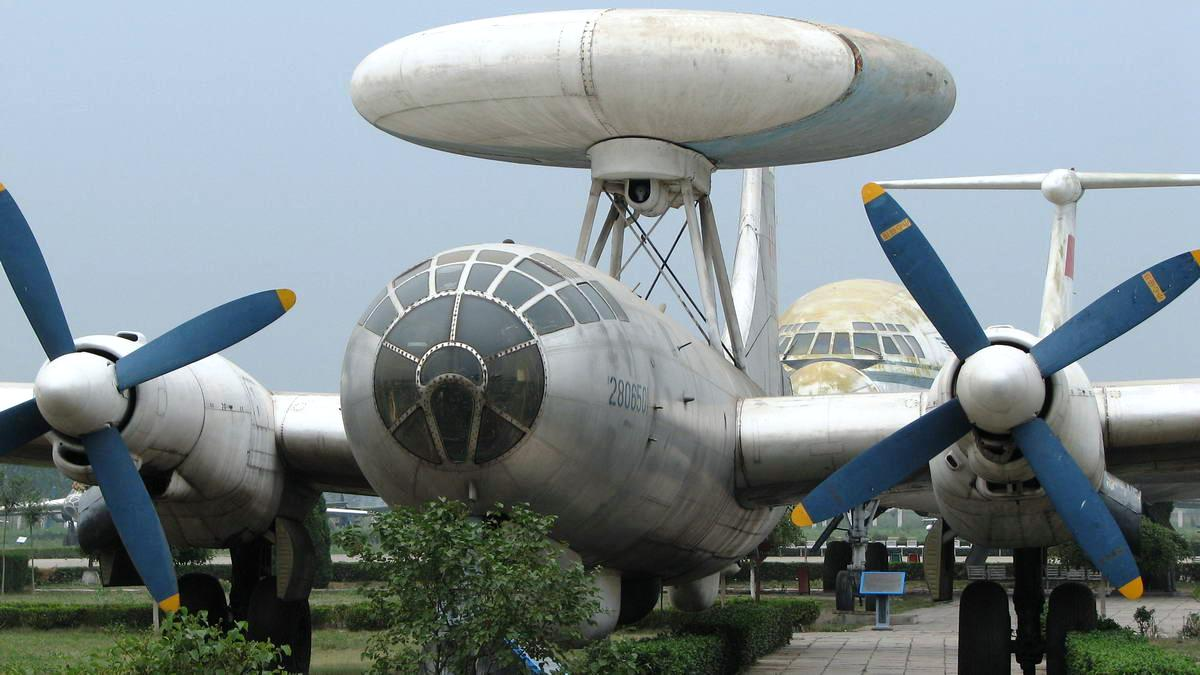
空警一號

- 苏联

蘇聯的Tu-4自1948年服役到1960年代，共生產847架。1954年，Tu-16轟炸機開始換裝替代Tu-4編制，1956年Tu-95轟炸機服役全面取代Tu-4；自前線引退的Tu-4在它服役末期是以運輸機、空中測試平台等勤務機種角色運用。
- 中华人民共和国

1949年中华人民共和国建國後，中國代表團赴蘇聯商談援助；航空援助部分史達林答應援助中國10架圖-4轟炸機，1953年2月28日，作為毛澤東生日禮物由蘇聯飛行員駕駛至河北石家莊，隨機還有專業人員作為領航，射擊和機械維修等的顧問，中國人民解放軍空軍為這10架精銳機種成立「獨立第4團」運用，獨四團1954年移防到北京南苑，1955年又移防到西安武功，解放軍的圖-4曾作為國土防空巡邏機使用，圖-4轟炸機第一次實戰是於1956年轟炸西藏。1960年的中印戰爭，還曾执行过轟炸黃河冰川等任務。
1966年，解放軍更換了Tu-4發動機，以AI-20K渦輪軸發動機替換了原本的活塞發動機；1967年計畫將她改造為空中預警機（代號空警-1），但最後因為加裝偵搜雷達的試飛過程中屢次失敗而作罷，空警1號研發在1971年取消。解放軍的Tu-4服役到1988年退役，並由後繼者轟-6接任解放軍的戰略轟炸機任務。

## 規格（圖-4）
参考资料：Tupolev Tu-4 Soviet Superfortress.
基本信息
- 机组：11
- 長度：30.18米（99英尺0英寸）
- 翼展：43.05米（141英尺3英寸）
- 高度：8.46米（27英尺9英寸）
- 机翼面积：161.7平方（1,741平方英尺）
- 展弦比：11.5
- 空重：36,850（81,240英磅）
- 总重：47,850（105,491英磅）
- 最大起飛重量：55,600（122,577英磅）– 63,600（140,200磅）
- 发动机：4台什維佐夫ASh-73TK18汽缸風冷星型活塞發動機，每台1,790千瓦特（2,400匹馬力）
- 螺旋桨：4桨叶V3-A3 或 V3B-A5，5.06米（16英尺7英寸）直径[27]

性能
- 最大速度：558每小時（347英里每小時；301節）在 10,250米（33,630英尺） 高度時
- 航程：5,400（3,355英里；2,916海里）在 3,000米（9,800英尺） 高度，最大起飛重量 63,600（140,200磅），搭載 3,000（6,600磅） 炸彈及10%燃油儲備的情況下
- 升限：11,200（36,700英尺）
- 爬升率：4.6每秒（910英尺每分鐘）在 1,000米（3,300英尺） 高度時
- 爬升至高度时间：5,000米（16,000英尺） 需18.2分鐘
- 翼载：400每平方（82英磅每平方英尺）
- 功重比：0.11 kW/kg

武器

- 機槍：10 × 23 mm（0.91英寸） 努德爾曼-蘇蘭諾夫NS-23 航空機炮，每個四座炮塔裝兩門，尾部炮艙亦裝有兩門
- 飛彈：2 × KS-1 Komet 遠程導引飛彈（僅限Tu-4K，此型飛彈外觀類似縮小版的米格-15）
- 炸彈：6 × 1,000（2,200磅） 炸彈，或 1 枚 RDS-1、RDS-3 或 RDS-5 核裂變炸彈（僅限Tu-4A）